# 6 Heures du circuit des Amériques 2017
Navigation
Édition précédente Édition suivante
Les 6 Heures du circuit des Amériques 2017 est la sixième manche du championnat du monde d'endurance FIA 2017, du 15 au 17 septembre 2017 sur le circuit des Amériques à Austin, Texas. La course est remportée par la Porsche 919 Hybrid no 2 pilotée par Timo Bernhard, Brendon Hartley et Earl Bamber.

## Contexte avant la course

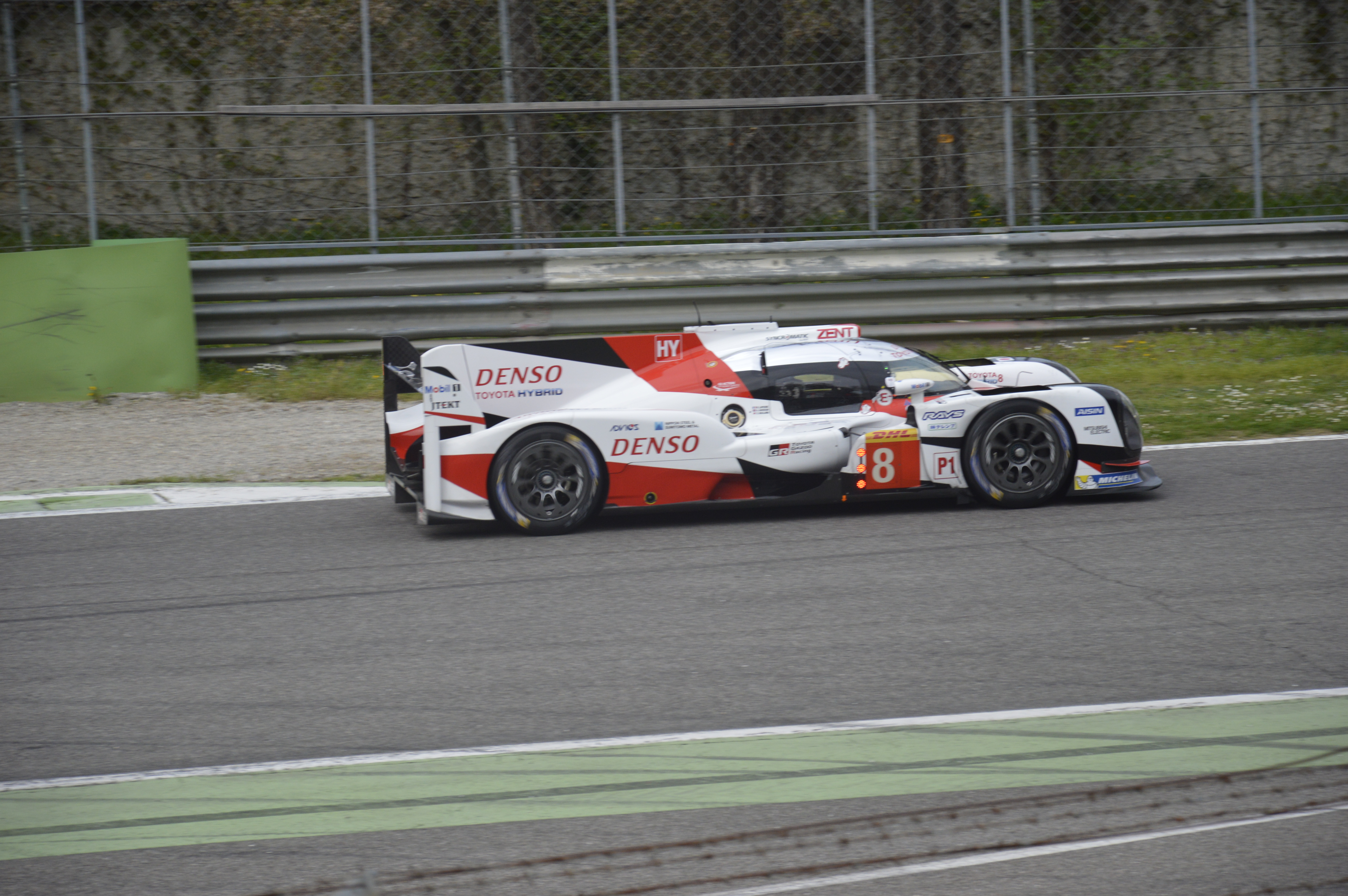
Toyota TS050 Hybrid no 8

Anthony Davidson laisse sa place à Stéphane Sarrazin sur la Toyota TS050 Hybrid no 8, pour semble-t-il des raisons personnelles. Le Français rejoint Kazuki Nakajima et Sébastien Buemi, actuellement deuxième du classement pilote, avec 41 points de retard sur les pilotes Porsche.

## Essais libres

### Première séance, le jeudi de 12 h 00 à 13 h 30
| Pos. | Classe    | N° | Équipe                    | Temps                        | Tours |
| ---- | --------- | -- | ------------------------- | ---------------------------- | ----- |
| 1    | LMP1      | 2  | Porsche LMP Team          | 1 min 48 s 124 (au 24e tour) | 30    |
| 2    | LMP1      | 1  | Porsche LMP Team          | 1 min 48 s 269 (au 23e tour) | 32    |
| 3    | LMP1      | 8  | Toyota Gazoo Racing       | 1 min 48 s 584 (au 11e tour) | 34    |
| 5    | LMP2      | 26 | G-Drive Racing            | 1 min 55 s 399 (au 5e tour)  | 37    |
| 6    | LMP2      | 28 | TDS Racing                | 1 min 55 s 708 (au 3e tour)  | 39    |
| 7    | LMP2      | 36 | Signatech Alpine Matmut   | 1 min 56 s 034 (au 3e tour)  | 33    |
| 14   | LMGTE Pro | 66 | Ford Chip Ganassi Team UK | 2 min 04 s 939 (au 26e tour) | 33    |
| 15   | LMGTE Pro | 67 | Ford Chip Ganassi Team UK | 2 min 05 s 213 (au 4e tour)  | 35    |
| 16   | LMGTE Pro | 51 | AF Corse                  | 2 min 05 s 594 (au 5e tour)  | 35    |
| 22   | LMGTE Am  | 98 | Aston Martin Racing       | 2 min 06 s 989 (au 3e tour)  | 32    |
| 23   | LMGTE Am  | 77 | Dempsey-Proton Racing     | 2 min 07 s 371 (au 5e tour)  | 27    |
| 24   | LMGTE Am  | 86 | Gulf Racing               | 2 min 07 s 664 (au 12e tour) | 35    |

Earl Bamber, en dernière partie de séance, réalise le meilleur temps à bord de la Porsche 919 Hybrid no 2 en 1 min 45 s 860. Le Néo-Zélandais a tourné 0 s 145 plus vite que la Porsche no 1, chrono réalisé par Nick Tandy. Du côté de chez Toyota, on retrouve la Toyota TS050 Hybrid no 8 en troisième position, à 460 millièmes, tandis que la Toyota no 7 est reléguée au-delà de la seconde.
En LMP2, Alex Lynn, a été le plus rapide d’entrée de jeu en plaçant l’Oreca 07 no 26 du G-Drive Racing en tête de la catégorie, en 1 min 55 s 399, en devançant de plus de 3 dixièmes l’Oreca 07 no 28 du TDS Racing et de plus de 6 dixièmes l’Alpine A470 no 36 du Signatech Alpine Matmut.
Stefan Mücke, en fin de séance, a établi le meilleur temps sur la Ford no 66 du Chip Ganassi Team UK en confirmant ainsi la domination des deux Ford GT dans la catégorie GTE-Pro lors de cette séance. La Ferrari 488 GTE no 51 termine à la troisième place pour cette séance d'essai libre.
Pour la catégorie LMGTE-Am, l’Aston Martin Vantage GTE domine la classe, devant les Porsche 911 RSR du Dempsey-Proton Racing et du Gulf Racing,.

### Deuxième séance, le jeudi de 16 h 30 à 18 h 00
| Pos. | Classe    | N° | Équipe                    | Temps                        | Tours |
| ---- | --------- | -- | ------------------------- | ---------------------------- | ----- |
| 1    | LMP1      | 1  | Porsche LMP Team          | 1 min 45 s 860 (au 2e tour)  | 36    |
| 2    | LMP1      | 2  | Porsche LMP Team          | 1 min 46 s 401 (au 2e tour)  | 35    |
| 3    | LMP1      | 7  | Toyota Gazoo Racing       | 1 min 46 s 819 (au 4e tour)  | 43    |
| 5    | LMP2      | 31 | Vaillante Rebellion       | 1 min 54 s 601 (au 20e tour) | 36    |
| 6    | LMP2      | 13 | Vaillante Rebellion       | 1 min 54 s 770 (au 9e tour)  | 31    |
| 7    | LMP2      | 26 | G-Drive Racing            | 1 min 55 s 043 (au 3e tour)  | 41    |
| 14   | LMGTE Pro | 95 | Aston Martin Racing       | 2 min 04 s 023 (au 12e tour) | 36    |
| 15   | LMGTE Pro | 67 | Ford Chip Ganassi Team UK | 2 min 04 s 097 (au 5e tour)  | 37    |
| 16   | LMGTE Pro | 92 | Porsche GT Team           | 2 min 05 s 208 (au 16e tour) | 32    |
| 21   | LMGTE Am  | 98 | Aston Martin Racing       | 2 min 05 s 935 (au 5e tour)  | 12    |
| 23   | LMGTE Am  | 61 | Clearwater Racing         | 2 min 07 s 503 (au 18e tour) | 37    |
| 24   | LMGTE Am  | 77 | Dempsey-Proton Racing     | 2 min 07 s 852 (au 2e tour)  | 32    |

Après Earl Bamber lors de la première séance d'essai, c'est au tour de Neel Jani de dominer cette séance en plaçant sa Porsche 919 Hybrid no 1 à 0 s 541 de la voiture no 2 du Porsche LMP Team. Du côté de chez Toyota, toujours en retrait, la no 7 se place en troisième position.
Du côté des LMP2, Bruno Senna réalise le meilleur chrono devant son compagnon d'équipe, Mathias Beche, au volant d'une Oreca 07.
En GTE-Pro, Aston Martin, Ford et Porsche compose le tiercé de tête de la catégorie.
Aston Martin Racing garde la tête du GTE-Am.

### Troisième séance, le vendredi de 10 h à 11 h
| Pos. | Classe    | N° | Équipe                    | Temps                        | Tours |
| ---- | --------- | -- | ------------------------- | ---------------------------- | ----- |
| 1    | LMP1      | 8  | Toyota Gazoo Racing       | 1 min 45 s 712 (au 2e tour)  | 29    |
| 2    | LMP1      | 2  | Porsche LMP Team          | 1 min 47 s 465 (au 7e tour)  | 29    |
| 3    | LMP1      | 1  | Porsche LMP Team          | 1 min 47 s 974 (au 25e tour) | 25    |
| 5    | LMP2      | 28 | TDS Racing                | 1 min 53 s 541 (au 8e tour)  | 36    |
| 6    | LMP2      | 37 | Jackie Chan DC Racing     | 1 min 53 s 582 (au 19e tour) | 31    |
| 7    | LMP2      | 24 | CEFC Manor TRS Racing     | 1 min 54 s 257 (au 20e tour) | 41    |
| 14   | LMGTE Pro | 66 | Ford Chip Ganassi Team UK | 2 min 02 s 987 (au 9e tour)  | 24    |
| 15   | LMGTE Pro | 51 | AF Corse                  | 2 min 03 s 735 (au 17e tour) | 26    |
| 16   | LMGTE Pro | 71 | AF Corse                  | 2 min 03 s 983 (au 19e tour) | 24    |
| 20   | LMGTE Am  | 98 | Aston Martin Racing       | 2 min 04 s 941 (au 11e tour) | 23    |
| 22   | LMGTE Am  | 54 | Spirit of Race            | 2 min 05 s 432 (au 6e tour)  | 26    |
| 23   | LMGTE Am  | 61 | Clearwater Racing         | 2 min 05 s 605 (au 16e tour) | 24    |

Après avoir passé la journée de jeudi en recul par rapport aux Porsche 919 Hybrid, la Toyota TS050 Hybrid no 8 du Toyota Gazoo Racing, aux mains de Sébastien Buemi, a établi la nouvelle référence absolue d’une LMP1 sur le tracé du Circuit des Amériques lors de la troisième et dernière séance d’essais libres.
Le temps de référence de la catégorie LMP2 a également été bien améliorée puisque Matthieu Vaxivière, au volant de l’Oreca 07 no 28 du TDS Racing, a tourné en 1 min 53 s 541. Une séance très disputée car l’équipe française a devancé de seulement 41 petits millièmes l’équipage de l’Oreca 07 no 37 du Jackie Chan DC Racing. L'Oreca 07 no 24 du CEFC Manor TRS Racing complète le podium pour cette dernière séance.
En LMGTE-Pro, Olivier Pla et Stefan Mücke ont dominé la séance aux mains de leur Ford GT no 66. Les Ferrari 488 GTE occupent les deuxièmes et troisièmes marche du podium.
L'équipage Paul Dalla Lana, Pedro Lamy et Mathias Lauda sur l’Aston Martin Vantage GTE confirme en trustant de nouveau la meilleure place de la catégorie avec une bonne longueur d’avance. Les Ferrari 488 GTE no 54 du Spirit Of Race et no 61 du Clearwater Racing sont respectivement deuxième et troisième de la catégorie,.

## Qualifications
| Pos. | Classe    | N° | Équipe                    | Pilote                | Temps          | Grille |
| ---- | --------- | -- | ------------------------- | --------------------- | -------------- | ------ |
| 1    | LMP1      | 1  | Porsche LMP Team          | Neel Jani             | 1 min 44 s 741 | 1      |
| 2    | LMP1      | 2  | Porsche LMP Team          | Timo Bernhard         | 1 min 44 s 994 | 2      |
| 3    | LMP1      | 8  | Toyota Gazoo Racing       | Sébastien Buemi       | 1 min 46 s 400 | 3      |
| 4    | LMP1      | 7  | Toyota Gazoo Racing       | Kamui Kobayashi       | 1 min 47 s 098 | 4      |
| 5    | LMP2      | 36 | Signatech Alpine Matmut   | Nicolas Lapierre      | 1 min 54 s 024 | 5      |
| 6    | LMP2      | 13 | Vaillante Rebellion       | Mathias Beche         | 1 min 54 s 275 | 6      |
| 7    | LMP2      | 38 | Jackie Chan DC Racing     | Oliver Jarvis         | 1 min 54 s 315 | 7      |
| 8    | LMP2      | 31 | Vaillante Rebellion       | Bruno Senna           | 1 min 54 s 394 | 8      |
| 9    | LMP2      | 26 | G-Drive Racing            | Alex Lynn             | 1 min 54 s 588 | 9      |
| 10   | LMP2      | 24 | CEFC Manor TRS Racing     | Jean-Éric Vergne      | 1 min 55 s 186 | 9      |
| 11   | LMP2      | 37 | Jackie Chan DC Racing     | Alex Brundle          | 1 min 55 s 550 | 11     |
| 12   | LMP2      | 28 | TDS Racing                | Matthieu Vaxiviere    | 1 min 55 s 831 | 12     |
| 13   | LMGTE-Pro | 71 | AF Corse                  | Davide Rigon          | 2 min 03 s 057 | 13     |
| 14   | LMGTE-Pro | 67 | Ford Chip Ganassi Team UK | Andy Priaulx          | 2 min 03 s 256 | 14     |
| 15   | LMGTE-Pro | 95 | Aston Martin Racing       | Nicki Thiim           | 2 min 03 s 308 | 15     |
| 16   | LMGTE-Pro | 51 | AF Corse                  | Alessandro Pier Guidi | 2 min 03 s 553 | 16     |
| 17   | LMGTE-Pro | 66 | Ford Chip Ganassi Team UK | Olivier Pla           | 2 min 03 s 750 | 17     |
| 18   | LMGTE-Pro | 97 | Aston Martin Racing       | Jonathan Adam         | 2 min 04 s 051 | 18     |
| 19   | LMGTE Pro | 91 | Porsche GT Team           | Richard Lietz         | 2 min 04 s 323 | 19     |
| 20   | LMGTE Pro | 92 | Porsche GT Team           | Michael Christensen   | 2 min 04 s 386 | 20     |
| 21   | LMGTE Am  | 98 | Aston Martin Racing       | Pedro Lamy            | 2 min 06 s 031 | 21     |
| 22   | LMGTE Am  | 54 | Spirit of Race            | Miguel Molina         | 2 min 07 s 203 | 22     |
| 23   | LMGTE Am  | 61 | Clearwater Racing         | Matt Griffin          | 2 min 07 s 532 | 23     |
| 24   | LMGTE Am  | 77 | Dempsey-Proton Racing     | Matteo Cairoli        | 2 min 08 s 126 | 24     |
| 25   | LMGTE Am  | 86 | Gulf Racing               | Ben Barker            | 2 min 08 s 819 | 25     |
| 26   | LMP2      | 25 | CEFC Manor TRS Racing     | pas de temps          | pas de temps   | 26     |

Les qualifications ont lieu entre 15 h 05 min et 15 h 55 min et sont scindées en deux séances. La première, qui a lieu entre 15 h 05 min et 15 h 25 min est réservée aux voitures des catégories LMGTE-Pro et LMGTE-Am ; la seconde, qui a lieu entre 15 h 35 min et 15 h 55 min est réservée aux catégories LMP1 et LMP2.
La séance de qualification fut animée de divers incidents de pilotage, roues des voitures en dehors des limites de la piste, qui eurent comme effet l'annulation des temps réalisé. Nick Tandy en a fait les frais dans sa première tentative mais il corrigea cela en signant un très bon tour dans les derniers instants de la séance en lui permettant, ainsi qu’à Neel Jani, de décrocher la pole position sur la Porsche 919 Hybrid no 1. Cette même pole position était jusque-là aux mains de la Porsche 919 Hybrid no 2. Les Toyota TS050 Hybrid no 7 et no 8 n’ont jamais été en mesure de venir chercher la première ligne à la régulière.
Les annulations de temps ont également eu un impact sur la catégorie et ont la hiérarchie. l’Alpine A470 no 36 de l'équipe française Signatech Alpine Matmut sortie son épingle du jeu en s'adjugeant le meilleur temps. L’attrition de la seconde place fut extrêmement serrée et l'écurie suisse Vaillante Rebellion emporta la seconde place à l'aide de l'Oreca 07 no 13. La no 37 du Jackie Chan DC Racing clôture le podium. Il est a noter que l’Oreca 07 du CEFC Manor TRS Racing n’a pas de temps.
En LMGTE-Pro, le duel entamé entre Ford et Ferrari depuis les essais libres a continué. L'avantage prit par les Ford GT durant les essais libres a été perdu et l'équipage Davide Rigon/Sam Bird a coiffé la concurrence en hissant la Ferrari 488 GTE no 71 de l'écurie AF Corse au sommet de la catégorie. Ils ont ainsi devancé les pilotes de la Ford GT no 67 du Chip Ganassi Racing alors que l’Aston Martin Vantage no 95 s’est positionnée en arbitre de ce duel.
En LMGTE-Am, l’Aston Martin Vantage GTE, dominatrice depuis le début du week-end, s’adjugea logiquement la pole position,.

## La course

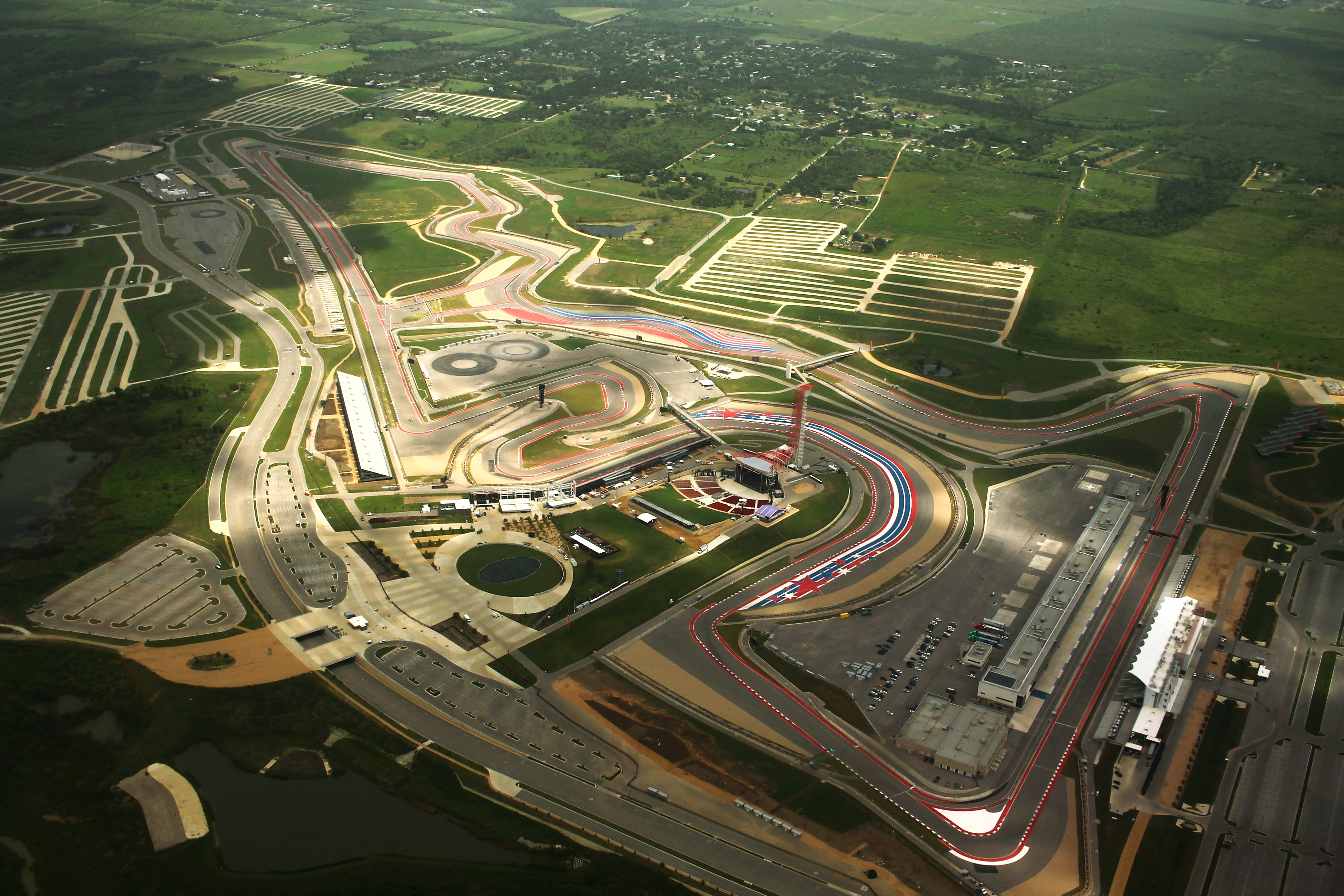
Circuit des Amériques - Juillet 2015

Porsche LMP Team s’est offert un 7e doublé depuis le début de carrière de la 919 Hybrid en 2014. La marque allemande a décroché un 17e succès aux 6 Heures de COTA à l’issue d’une course disputée sous une température très chaude et terminée une nouvelle fois par des consignes d’équipe. Brendon Hartley, Earl Bamber et Timo Bernhard ont imposé la no 2 pour 0 s 276 d’avance sur la no 1 de Neel Jani, Nick Tandy et André Lotterer. On pourrait croire que cet infime écart résulte d’une lutte à couteaux tirés entre les deux 919 Hybrid mais la réalité est bien différente. Afin de s’assurer un maximum de points au championnat Pilotes, les positions se sont inversées à quatre tours du damier.
Les Toyota TS050 Hybrid ont bien donné le change durant la première partie de course en faisant le choix de doubler les relais avec les pneumatiques, contrairement à Porsche. Finalement, la no 8 de Sébastien Buemi/Stéphane Sarrazin/Kazuki Nakajima a terminé à 21 s 9, la no 7 de Kamui Kobayashi/Mike Conway/José María López à 45 s. Chez Toyota, on a opté pour des gommes différentes en début de course, ce qui a mis en retrait la no 7, sans oublier une pénalité de 10 s pour Kamui Kobayashi pour avoir causé un contact avec la no 24.
Signatech Alpine Matmut n’a pas fait la dentelle pour aller chercher son premier succès de l’année en LMP2. Nicolas Lapierre, Gustavo Menezes et André Negrão ont réalisé une course parfaite, en dépit d’un arrêt dans les dernières minutes. Sous le damier, l’Alpine A470 a devancé les deux Oreca 07 du Vaillante Rebellion, la no 13 devant la no 31. On trouve ensuite les deux Oreca 07 du Jackie Chan DC Racing et l’Oreca 07 du CEFC Manor TRS Racing no 24. TDS Racing, retardé par un stop & go d’une minute, et G-Drive Racing ferment la marche après des problèmes mécaniques, tout comme la seconde Oreca 07 du CEFC Manor TRS Racing qui, elle, a abandonné.
Du côté du GTE-Pro, James Calado et Alessandro Pier Guidi ont offert une deuxième victoire de la saison à la Ferrari 488 GTE/AF Corse no 51 malgré une crevaison en fin de course. L’Italien a pu reprendre la piste pour terminer avec 25 s d’avance sur la Porsche 911 RSR de Michael Christensen et Kévin Estre. Le podium est complété par la Ferrari 488 GTE/AF Corse de Davide Rigon/Sam Bird. Les Ferrari se sont bien bagarrées en piste en s’échangeant les positions à plusieurs reprises, bien loin des consignes d’équipe. Les deux Aston Martin Vantage GTE suivent au classement, devant la Porsche 911 RSR de Frédéric Makowiecki/Richard Lietz qui a écopé de 20 s de pénalité pour avoir ravitaillé en carburant en 34 s au lieu des 35 s réglementaires depuis ce meeting d’Austin. Une course à oublier pour les Ford GT. Sur la no 67, Andy Priaulx a été heurté dès le premier tour. Andy Priaulx/Harry Tincknell ont fait le choix des pneus durs avant de passer aux soft. La no 66 de Olivier Pla/Stefan Mücke a été ralentie par une pénalité.
En GTE-Am, la course avait plutôt mal débuté pour l’Aston Martin Vantage GTE de Paul Dalla Lana, Pedro Lamy et Mathias Lauda puisque la no 98 a été touchée en piste par la Ferrari/Spirit of Race, mais c’est bien la no 98 qui s’est imposée avec 50 s d’avance sur la Ferrari 488 GTE/Clearwater Racing de Weng Sun Mok/Keita Sawa/Matt Griffin et 3 tours sur la Ferrari 488 GTE/Spirit of Race de Francesco Castellacci/Thomas Flohr/Miguel Molina. La Porsche 911 RSR/Gulf Racing UK a abandonné sur sortie de piste.

## Résultat
Voici le classement officiel au terme de la course.
- Les premiers de chaque catégorie du championnat du monde sont signalés par un fond jaune.
- Pour la colonne Pneus, il faut passer le curseur au-dessus du modèle pour connaître le manufacturier de pneumatiques.

| Pos | Classe    | no | Équipe                    | Pilotes                                                   | Châssis                       | Pneus | Tours | Temps               |
| Pos | Classe    | no | Équipe                    | Pilotes                                                   | Moteur                        | Pneus | Tours | Temps               |
| --- | --------- | -- | ------------------------- | --------------------------------------------------------- | ----------------------------- | ----- | ----- | ------------------- |
| 1   | LMP1      | 2  | Porsche LMP Team          | Timo Bernhard Earl Bamber Brendon Hartley                 | Porsche 919 Hybrid            | M     | 192   | 6 h 00 min 52 s 444 |
| 1   | LMP1      | 2  | Porsche LMP Team          | Timo Bernhard Earl Bamber Brendon Hartley                 | Porsche 2.0 L Turbo V4        | M     | 192   | 6 h 00 min 52 s 444 |
| 2   | LMP1      | 1  | Porsche LMP Team          | Neel Jani Nick Tandy André Lotterer                       | Porsche 919 Hybrid            | M     | 192   | +0 s 276            |
| 2   | LMP1      | 1  | Porsche LMP Team          | Neel Jani Nick Tandy André Lotterer                       | Porsche 2.0 L Turbo V4        | M     | 192   | +0 s 276            |
| 3   | LMP1      | 8  | Toyota Gazoo Racing       | Stéphane Sarrazin Sébastien Buemi Kazuki Nakajima         | Toyota TS050 Hybrid           | M     | 192   | +21 s 956           |
| 3   | LMP1      | 8  | Toyota Gazoo Racing       | Stéphane Sarrazin Sébastien Buemi Kazuki Nakajima         | Toyota 2.4 L Turbo V6         | M     | 192   | +21 s 956           |
| 4   | LMP1      | 7  | Toyota Gazoo Racing       | Mike Conway Kamui Kobayashi José María López              | Toyota TS050 Hybrid           | M     | 192   | +45 s 026           |
| 4   | LMP1      | 7  | Toyota Gazoo Racing       | Mike Conway Kamui Kobayashi José María López              | Toyota 2.4 L Turbo V6         | M     | 192   | +45 s 026           |
| 5   | LMP2      | 36 | Signatech Alpine Matmut   | Nicolas Lapierre Gustavo Menezes André Negrão             | Alpine A470                   | D     | 177   | +15 tours           |
| 5   | LMP2      | 36 | Signatech Alpine Matmut   | Nicolas Lapierre Gustavo Menezes André Negrão             | Gibson GK428 4.2 L V8         | D     | 177   | +15 tours           |
| 6   | LMP2      | 13 | Vaillante Rebellion       | Mathias Beche David Heinemeier Hansson Nelson Piquet, Jr. | Oreca 07                      | D     | 176   | +16 tours           |
| 6   | LMP2      | 13 | Vaillante Rebellion       | Mathias Beche David Heinemeier Hansson Nelson Piquet, Jr. | Gibson GK428 4.2 L V8         | D     | 176   | +16 tours           |
| 7   | LMP2      | 31 | Vaillante Rebellion       | Julien Canal Nicolas Prost Bruno Senna                    | Oreca 07                      | D     | 176   | +16 tours           |
| 7   | LMP2      | 31 | Vaillante Rebellion       | Julien Canal Nicolas Prost Bruno Senna                    | Gibson GK428 4.2 L V8         | D     | 176   | +16 tours           |
| 8   | LMP2      | 38 | Jackie Chan DC Racing     | Ho-Pin Tung Oliver Jarvis Thomas Laurent                  | Oreca 07                      | D     | 176   | +16 tours           |
| 8   | LMP2      | 38 | Jackie Chan DC Racing     | Ho-Pin Tung Oliver Jarvis Thomas Laurent                  | Gibson GK428 4.2 L V8         | D     | 176   | +16 tours           |
| 9   | LMP2      | 37 | Jackie Chan DC Racing     | David Cheng Alex Brundle Tristan Gommendy                 | Oreca 07                      | D     | 175   | +17 tours           |
| 9   | LMP2      | 37 | Jackie Chan DC Racing     | David Cheng Alex Brundle Tristan Gommendy                 | Gibson GK428 4.2 L V8         | D     | 175   | +17 tours           |
| 10  | LMP2      | 24 | CEFC Manor TRS Racing     | Matthew Rao Ben Hanley Jean-Éric Vergne                   | Oreca 07                      | D     | 175   | +17 tours           |
| 10  | LMP2      | 24 | CEFC Manor TRS Racing     | Matthew Rao Ben Hanley Jean-Éric Vergne                   | Gibson GK428 4.2 L V8         | D     | 175   | +17 tours           |
| 11  | LMP2      | 28 | TDS Racing                | François Perrodo Matthieu Vaxiviere Emmanuel Collard      | Oreca 07                      | D     | 174   | +18 tours           |
| 11  | LMP2      | 28 | TDS Racing                | François Perrodo Matthieu Vaxiviere Emmanuel Collard      | Gibson GK428 4.2 L V8         | D     | 174   | +18 tours           |
| 12  | LMP2      | 26 | G-Drive Racing            | Roman Rusinov Pierre Thiriet Alex Lynn                    | Oreca 07                      | D     | 168   | +24 tours           |
| 12  | LMP2      | 26 | G-Drive Racing            | Roman Rusinov Pierre Thiriet Alex Lynn                    | Gibson GK428 4.2 L V8         | D     | 168   | +24 tours           |
| 13  | LMGTE Pro | 51 | AF Corse                  | James Calado Alessandro Pier Guidi                        | Ferrari 488 GTE               | M     | 167   | +25 tours           |
| 13  | LMGTE Pro | 51 | AF Corse                  | James Calado Alessandro Pier Guidi                        | Ferrari F154CB 3.9 L Turbo V8 | M     | 167   | +25 tours           |
| 14  | LMGTE Pro | 92 | Porsche GT Team           | Michael Christensen Kévin Estre                           | Porsche 911 RSR               | M     | 167   | +25 tours           |
| 14  | LMGTE Pro | 92 | Porsche GT Team           | Michael Christensen Kévin Estre                           | Porsche 4.0 L Flat-6          | M     | 167   | +25 tours           |
| 15  | LMGTE Pro | 71 | AF Corse                  | Davide Rigon Sam Bird                                     | Ferrari 488 GTE               | M     | 167   | +25 tours           |
| 15  | LMGTE Pro | 71 | AF Corse                  | Davide Rigon Sam Bird                                     | Ferrari F154CB 3.9 L Turbo V8 | M     | 167   | +25 tours           |
| 16  | LMGTE Pro | 95 | Aston Martin Racing       | Nicki Thiim Marco Sørensen                                | Aston Martin V8 Vantage GTE   | D     | 167   | +25 tours           |
| 16  | LMGTE Pro | 95 | Aston Martin Racing       | Nicki Thiim Marco Sørensen                                | Aston Martin 4.5 L V8         | D     | 167   | +25 tours           |
| 17  | LMGTE Pro | 97 | Aston Martin Racing       | Darren Turner Jonathan Adam Daniel Serra                  | Aston Martin V8 Vantage GTE   | D     | 167   | +25 tours           |
| 17  | LMGTE Pro | 97 | Aston Martin Racing       | Darren Turner Jonathan Adam Daniel Serra                  | Aston Martin 4.5 L V8         | D     | 167   | +25 tours           |
| 18  | LMGTE Pro | 91 | Porsche GT Team           | Richard Lietz Frédéric Makowiecki                         | Porsche 911 RSR               | M     | 166   | +26 tours           |
| 18  | LMGTE Pro | 91 | Porsche GT Team           | Richard Lietz Frédéric Makowiecki                         | Porsche 4.0 L Flat-6          | M     | 166   | +26 tours           |
| 19  | LMGTE Pro | 67 | Ford Chip Ganassi Team UK | Andy Priaulx Harry Tincknell                              | Ford GT                       | M     | 166   | +26 tours           |
| 19  | LMGTE Pro | 67 | Ford Chip Ganassi Team UK | Andy Priaulx Harry Tincknell                              | Ford EcoBoost 3.5 L Turbo V6  | M     | 166   | +26 tours           |
| 20  | LMGTE Pro | 66 | Ford Chip Ganassi Team UK | Stefan Mücke Olivier Pla                                  | Ford GT                       | M     | 166   | +26 tours           |
| 20  | LMGTE Pro | 66 | Ford Chip Ganassi Team UK | Stefan Mücke Olivier Pla                                  | Ford EcoBoost 3.5 L Turbo V6  | M     | 166   | +26 tours           |
| 21  | LMGTE Am  | 98 | Aston Martin Racing       | Paul Dalla Lana Pedro Lamy Mathias Lauda                  | Aston Martin V8 Vantage GTE   | D     | 162   | +30 tours           |
| 21  | LMGTE Am  | 98 | Aston Martin Racing       | Paul Dalla Lana Pedro Lamy Mathias Lauda                  | Aston Martin 4.5 L V8         | D     | 162   | +30 tours           |
| 22  | LMGTE Am  | 61 | Clearwater Racing         | Weng Sun Mok Keita Sawa Matt Griffin                      | Ferrari 488 GTE               | M     | 162   | +30 tours           |
| 22  | LMGTE Am  | 61 | Clearwater Racing         | Weng Sun Mok Keita Sawa Matt Griffin                      | Ferrari F154CB 3.9 L Turbo V8 | M     | 162   | +30 tours           |
| 23  | LMGTE Am  | 54 | Spirit of Race            | Thomas Flohr Francesco Castellacci Miguel Molina          | Ferrari 488 GTE               | M     | 159   | +33 tours           |
| 23  | LMGTE Am  | 54 | Spirit of Race            | Thomas Flohr Francesco Castellacci Miguel Molina          | Ferrari F154CB 3.9 L Turbo V8 | M     | 159   | +33 tours           |
| 24  | LMGTE Am  | 77 | Dempsey-Proton Racing     | Christian Ried Matteo Cairoli Marvin Dienst (de)          | Porsche 911 RSR (991)         | D     | 148   | +44 tours           |
| 24  | LMGTE Am  | 77 | Dempsey-Proton Racing     | Christian Ried Matteo Cairoli Marvin Dienst (de)          | Porsche 4.0 L Flat-6          | D     | 148   | +44 tours           |
| Abd | LMGTE Am  | 86 | Gulf Racing               | Michael Wainwright Ben Barker Nick Foster                 | Porsche 911 RSR (991)         | D     | 92    |                     |
| Abd | LMGTE Am  | 86 | Gulf Racing               | Michael Wainwright Ben Barker Nick Foster                 | Porsche 4.0 L Flat-6          | D     | 92    |                     |
| Abd | LMP2      | 25 | CEFC Manor TRS Racing     | Roberto González Simon Trummer Vitaly Petrov              | Oreca 07                      | D     | 51    |                     |
| Abd | LMP2      | 25 | CEFC Manor TRS Racing     | Roberto González Simon Trummer Vitaly Petrov              | Gibson GK428 4.2 L V8         | D     | 51    |                     |

## Après-course

### Catégorie LMP1
Porsche et Toyota ont opté pour des stratégies pneumatiques différentes aux 6 Heures de COTA. Les deux Porsche 919 Hybrid et la Toyota TS050 Hybrid no 7 sont parties en gommes ‘Hard’, contrairement à la Toyota no 8 qui s’est élancée avec les nouveaux pneus Michelin ‘Hard+’, cette dernière disputant l’intégralité de la course avec ces nouvelles gommes qui font face aux exigences des courses FIA WEC hors d’Europe. Avec la température de la piste en augmentation, Porsche a décidé de passer aux pneus ‘Hard+’ dès la fin du premier relais, tandis que l’équipe nipponne faisait de même sur la voiture no 7 après avoir complété deux relais sans changer de pneus. Les deux Porsche et le Toyota no 7 ont alors continué avec des pneus ‘Hard+’ jusqu’au dernier relais, avant d’opter pour un retour aux pneus ‘Hard’ pour la dernière partie de la course.

### Catégorie LMP2
Le Jackie Chan DC Racing quitte le Texas sans podium, et ce pour la deuxième fois de la saison. L’écurie chinoise a été pénalisée de trois amendes à COTA. Une de 250 euros pour un mécanicien qui avait la visière de son casque ouverte lors d’un ravitaillement, une de 1 000 euros pour un pilote de l’équipe qui n’a pas respecté la procédure durant l’hymne national et une de 1 500 euros pour l’équipage de la no 37 qui est arrivé en retard à autographe session.
Les plans 2018 du Vaillante Rebellion ne sont pas encore connus. L’envie d’un retour en LM P1 est bien présente même si aucune décision n’a été prise. On devrait en savoir plus lors du prochain rendez-vous à Fuji.
Bernard Niclot ne fait plus partie de l’effectif de la FIA en Championnat du Monde d’Endurance de la FIA. Le directeur technique de la FIA s’est notamment occupé de l’Equivalence de Technologie en LM P1, mais aussi de la réglementation 2020. A noter que Frédéric Bertrand, qui dirigeait la Commission Monoplace à la FIA, s’occupe désormais du FIA WEC, FIA WTCC et FIA Formula E.
Comme l’année passée, Jackie Chan sera présent à Shanghai pour soutenir le Jackie Chan DC Racing. L’acteur, séduit par les 24 Heures du Mans, prépare un film sur la classique mancelle.